# Dispira cornuta
Dispira cornuta är en svampart som beskrevs av Tiegh. 1875. Dispira cornuta ingår i släktet Dispira och familjen Dimargaritaceae.   Inga underarter finns listade i Catalogue of Life.